# 姫路市立菅野中学校
姫路市立菅野中学校（ひめじしりつ すがのちゅうがっこう）は、兵庫県姫路市夢前町護持にある公立中学校。

## 沿革
- 1947年（昭和22年）4月 - 菅野村立菅野中学校として開校
- 1955年（昭和30年）7月1日 - 菅野村が合併により夢前町となったことに伴い、夢前町立菅野中学校と改称
- 2006年（平成18年）3月27日 - 飾磨郡夢前町が姫路市へ編入されたのに伴い、姫路市立菅野中学校と改称

## 部活動

### 運動部
- 野球部
- 陸上競技部
- 男子バスケットボール部
- 女子バレーボール部
- 卓球部

### 文化部
- 音楽部
- 創作部

## 通学区域
姫路市夢前町菅野地区。以下の3小学校の通学区域が該当する。
- 姫路市立菅生小学校
- 姫路市立上菅小学校
- 姫路市立莇野小学校

## 周辺
- 姫路市立上菅小学校
- 兵庫県道411号山之内莇野姫路線
- 菅生川

## 著名な出身者
- 江口のりこ（女優）
- 横江千秋（元バレーボール選手）

## 通学区域が隣接している学校
- 姫路市立鹿谷中学校
- 姫路市立置塩中学校
- 姫路市立書写中学校
- 姫路市立林田中学校
- 姫路市立安富中学校